# Brasão de armas da Guatemala
O brasão de armas da Guatemala é composto por:
- Uma grinalda de ramos de oliveira, símbolo de vitória;
- O quetzal-resplandecente, uma ave que simboliza liberdade;
- Um pergaminho no qual se lê LIBERTAD 15 DE SEPTIEMBRE DE 1821 (15 de Setembro de 1821 é a data em que a América Central conseguiu independência da Espanha);
- Duas espingardas  com baionetas indicando a predisposição da Guatemala em se defender pela força se necessário;
- Duas espadas cruzadas, representando honra.

O emblema foi desenhado pelo artista Suíço Jean-Baptiste Frener, que viveu na Guatemala de 1854 até à sua morte em 1897.
O brasão faz também parte da bandeira da Guatemala. O quetzal apareceu anteriormente na bandeira de Los Altos, América Central nos anos de 1830.